# Joseph D. Kucan
Joseph David Kucan (Kučan - Srb-Croat "Kutchan") (sinh ngày 19 tháng 3 năm 1965) là một nhà phát triển trò chơi điện tử, đạo diễn, diễn viên, biên kịch, đạo diễn cho nhiều công ty trò chơi và phim. Ông là một cư dân của Las Vegas, Nevada, nổi tiếng với vai trò của mình là Kane trong dòng game Command & Conquer.

## Tuổi trẻ
Kucan được sinh ra ở Las Vegas, Nevada. Ông có hai anh em trai, Michael và Daniel. Cha mẹ của ông, Kenn và Jenny, làm việc như là giáo viên trường công lập tại Clark County hơn 35 năm (Kenneth Kucan giảng dạy tiếng Anh tại Trường Trung học Ed W. Clark). Ông bắt đầu diễn xuất ở tuổi 10 trong một sản phẩm của nhà hát cộng đồng địa phương "The Riddle Machine". Ngay sau đó, ông là một trong những thành viên sáng lập của Rainbow Company, một chương trình đào tạo nhà hát dành cho giới trẻ được tài trợ bởi thành phố Las Vegas. Kucan đã tham gia với chương trình trong 8 năm, được đào tạo ở tất cả các khía cạnh của nghệ thuật sân khấu. Sau khi tốt nghiệp từ trường trung học Bonanza và Rainbow Company vào năm 1983, Kucan chuyển đến California và làm việc như một nhân viên với Firebird Theatre Company, nhà hát lưu diễn tiết mục công ty ở Los Angeles. Ông rời khỏi sau một mùa giải và trở về Las Vegas, ghi danh tại UNLV như là một ngôi sao nghệ thuật sân khấu lớn. Sau đó, ông trở về Rainbow Company, nắm vị trí của Giám đốc giáo dục. Trong 10 năm tiếp theo, Kucan giảng dạy, hướng dẫn, hành động, thiết kế, biên đạo và những việc khác trên hơn 50 vở kịch, nhạc kịch và các dự án thử nghiệm. Ông rời Rainbow Company vào năm 1994 và đã đi làm việc cho Westwood Studios, nơi ông từng là Giám đốc Tài sản Sân khấu trong 8 năm.

## Sự nghiệp
Kucan bắt đầu làm việc với Westwood Studios vào năm 1994, và đạo diễn cũng như hành động trong tất cả bốn phần của dòng game Command & Conquer. Kucan miêu tả nhân vật mang tính biểu tượng nhất của loạt trò chơi, Kane, nhà lãnh đạo/tiên tri của một phong trào quần chúng tôn giáo bí ẩn đầy tham vọng được gọi là Brotherhood of Nod. Ông cũng chỉ đạo và hành động trong các bộ phim và trò chơi điện tử khác trong những năm qua như Clover's Movie, Luckytown, Monkey on Mama's Back và một trò chơi máy tính dựa trên Blade Runner, mà ông cũng là người viết kịch bản.
Ông cũng là đặc trưng trong Command & Conquer 3: Tiberium Wars và bản mở rộng tiếp theo là Command & Conquer 3: Kane's Wrath cho cả PC và Xbox 360, nơi ông tiếp tục vai trò của mình như là Kane.
Kucan gần đây đã được giới thiệu vào kỉ lục Guinness về trò chơi của năm 2008 là diễn viên định kỳ dài nhất trong bất kỳ thương hiệu trò chơi điện tử cho đến nay với vai diễn của Kane.
Ông lại tiếp tục vai trò của mình một lần nữa như là Kane trong Command & Conquer 4, vốn đánh dấu sự kết thúc của phân nhánh Tiberium và vai trò của Kane.

## Các trò chơi đã tham gia
- The Legend of Kyrandia: Fables and Fiends (1992), Virgin Games
- The Legend of Kyrandia: The Hand of Fate (1993), Avalon Interactive
- Lands of Lore: The Throne of Chaos (1993), Westwood Studios
- The Legend of Kyrandia: Malcolm's Revenge (1994), Virgin Interactive
- Monopoly (1995), Hasbro Interactive
- Command & Conquer (1995), Westwood Studios (đóng vai Kane và là đạo diễn phim cắt cảnh)
- Command & Conquer: Red Alert (1996), Westwood Studios (đóng vai Kane và là đạo diễn phim cắt cảnh)
- Lands of Lore II: Guardians of Destiny (1997), Avalon Interactive
- Blade Runner (1997), Virgin Interactive
- Dune 2000 (1998), Westwood Studios
- Command & Conquer: Red Alert - Retaliation (1999), Westwood Studios
- Command & Conquer: Tiberian Sun (1999), Westwood Studios - EA Games (đóng vai Kane và là đạo diễn phim cắt cảnh)
- Nox (2000), EA Games
- Command & Conquer: Firestorm (2000), Westwood Studios - EA Games (đóng vai Kane và là đạo diễn phim cắt cảnh)
- Command & Conquer: Red Alert 2 (2001), Westwood Studios - EA Games
- Command & Conquer: Yuri's Revenge (2001), Westwood Studios - EA Games
- Emperor: Battle for Dune (2002), Westwood Studios - EA Games
- Command & Conquer: Renegade (2002), Westwood Studios - EA Games (lồng tiếng Kane và là đạo diễn phim cắt cảnh)
- Pirates: The Legend of Black Kat (2002), EA Games
- Command & Conquer 3: Tiberium Wars (2007), Electronic Arts (đóng vai Kane)
- Command & Conquer 3: Kane's Wrath (2008), Electronic Arts (đóng vai Kane)
- Command & Conquer 4: Tiberian Twilight (2010), EA Los Angeles - EA (đóng vai Kane)